# Lacinipolia rufoirrorata
Lacinipolia rufoirrorata là một loài bướm đêm trong họ Noctuidae.